# Norihisa Tamura

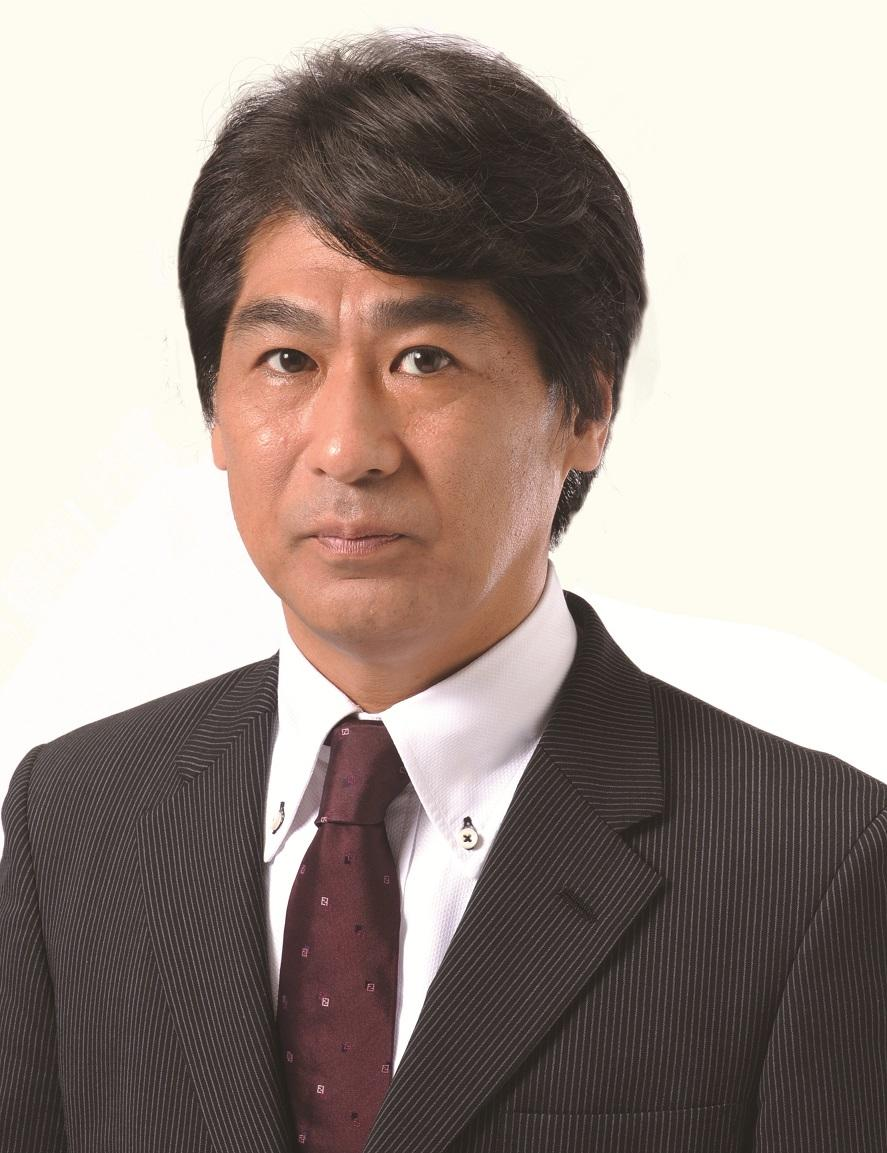
Norihisa Tamura

Norihisa Tamura (jap. 田村 憲久 Tamura Norihisa; * 15. Dezember 1964 in Matsusaka, Präfektur Mie) ist ein japanischer Politiker der Liberaldemokratischen Partei (Nukaga-Faktion→Ishiba-Faktion→ohne Faktion→Kishida-Faktion→ohne Faktion), Abgeordneter im Shūgiin, dem Unterhaus des nationalen Parlaments, seit einer Neueinteilung der Wahlkreise 2017 für den neu zugeschnittenen 1. Wahlkreis Mie. Er war zweimal Sozial- und Arbeitsminister.
Tamura ist der Neffe von Hajime Tamura, der für die Liberaldemokratische Partei von 1955 bis 1996 den damaligen Dreimandatswahlkreis Mie 2 im Shūgiin vertrat und in den 1970er und 80er Jahren mehrfach Minister sowie Präsident des Shūgiin war. Norihisa Tamura absolvierte ein wirtschaftswissenschaftliches Studium an der rechtswissenschaftlichen Fakultät der Universität Chiba und arbeitete anschließend für Nippon Doken, ein in Mie ansässiges Bauunternehmen der Familie Tamura. 1994 wurde er Sekretär seines Onkels.
Als sich dieser zur Shūgiin-Wahl 1996 zurückzog, übernahm Tamura die LDP-Kandidatur im durch die Wahlrechtsreform neu geschaffenen Einmandatswahlkreis Mie 4, wo er sich mit knappem Vorsprung gegen Akihiko Noro (NFP) durchsetzte. Den Wahlkreis konnte er danach dreimal verteidigen, 2009 unterlag er knapp dem Demokraten Tetsuo Morimoto, wurde aber über den Verhältniswahlblock Tōkai wiedergewählt, 2012 und 2014 setzte er sich im Wahlkreis wieder klar durch. Zur Wahl 2017 verlor Mie einen Wahlkreis und Tamura wechselte in den neuen Wahlkreis 1, den er mit 53,8 % der Stimmen gegen den ohne Parteinominierung kandidierenden Naohisa Matsuda (46,2 %) gewann, den ehemaligen Bürgermeister der Hauptstadt Tsu, demokratisch gestützten Gouverneurskandidaten 2011 und Ishin-/DFP-Unterhausabgeordneten. 2021 setzte sich Tamura klar gegen Matsuda (nun KDP) durch, der sich anschließend aus der Politik zurückzog, 2024 gegen die quereingestiegene KDP-Kandidatin Wakako Fukumori.
Für Kabinette von Jun’ichirō Koizumi war Shimomura parlamentarischer Staatssekretär (Daijinseimukan) im Sozial- und Arbeitsministerium (2002) und im Kultus- und Wissenschaftsministerium (2003). Ab 2003 war er Vorsitzender des LDP-Präfekturverbandes Mie. Im ersten Kabinett von Shinzō Abe wurde er 2006 Staatssekretär/„Vizeminister“ (Fukudaijin) im Sōmushō.
Erstmals Minister wurde Tamura 2012 im zweiten Kabinett Abe, wo er das Sozial- und Arbeitsministerium übernahm. Bei der Kabinettsumbildung im September 2014 wurde er durch Yasuhisa Shiozaki ersetzt. Im Kabinett Suga, das von September 2020 bis Oktober 2021 amtierte, erhielt er die Position erneut.